# Gabler (Familienname)
Gabler ist ein deutscher Familienname.

## Herkunft und Bedeutung
Gabler ist entweder ein Berufs-, Wohnstätten-, Herkunfts- oder Übername. In den meisten Fällen geht er auf das mittelhochdeutsche gabele oder gabel (deutsch: Mist- oder Heugabel bzw. Krücke oder Krückstock) zurück. Als indirekter Berufsname stand er für einen Hersteller oder Benutzer des landwirtschaftlichen Werkzeugs. Als Wohnstättenname bezeichnete er Personen, die an oder auf einem gabelförmigen Grundstück, einer Weggabelung oder einem entsprechend benannten Flurstück wohnten. Als Übername konnte er für jemanden stehen, der an Krücken ging oder jemanden mit X-Beinen. Als Herkunftsname erfolgte die Benennung nach dem Siedlungsnamen Gabel (mehrfach in Deutschland, Polen und Tschechien) oder Gablau.

## Varianten
- Gahbler, Gabeler, Gäbler, Gebler, Gabel

## Namensträger
- Achim Gabler, deutscher Basketballspieler
- Ada Helene Gabler (1897–1980), österreichische Kunstgewerblerin und Malerin
- Adam Friedrich Gabler (1834–1915), deutscher Politiker (DVP)
- Ambrosius Gabler (1762–1834), deutscher Kupferstecher, Zeichner und Maler in Nürnberg
- Anna Gabler (* 1973), deutsche Sopranistin
- Claudia Gabler (* 1970), deutsche Schriftstellerin
- Dagmar Gabler (* 1966), deutsche Drehbuchautorin
- Dénes Gabler (* 1939), ungarischer Provinzialrömischer Archäologe
- Eberhard Gabler (* 1933), deutscher Ornithologe, Schriftsteller und Maler
- Friedrich Gabler (1931–2016), österreichischer Hornist
- Georg Andreas Gabler (1786–1853), deutscher Philosoph
- Gisela Brinker-Gabler (1944–2019), Literaturwissenschaftlerin, Herausgeberin
- Gottlob Traugott Gabler (1800–1849), evangelischer Kantor zu Freyburg (Unstrut) und Heimatforscher
- Hans Walter Gabler (* 1938), deutscher Anglist
- Hartmut Gabler (* 1940), deutscher Sportpsychologe, Sportwissenschaftler und Hochschullehrer
- Hermann Gabler (1913–1997), deutscher Maler und Grafiker
- Johann Adam Gabler (1833–1888), Schweizer Fotograf
- Johann Philipp Gabler (1753–1826), deutscher Theologe
- Jonas Gabler (* 1981), deutscher Politikwissenschaftler
- Josef Gabler (Hymnologe) (1824–1902), österreichischer, römisch-katholischer Priester und Hymnologe
- Josef Gabler (Maler) (1900–1988), österreichischer Maler
- Joseph Gabler (1700–1771), deutscher Orgelbauer
- Kathrin Gabler (* 1984), deutsche Ägyptologin
- Leo Gabler (1908–1944), österreichischer Widerstandskämpfer, KPÖ-Politiker und NS-Opfer
- Marc Gabler, bekannt als Marc Sandorf (* 1964), ehemaliger deutscher Schlagersänger
- Mathias Gabler (1736–1805), deutscher Wissenschaftler, Jesuit und Schulreformator
- Michael Gabler (* 1973), deutscher Eishockeyspieler
- Milt Gabler (1911–2001), US-amerikanischer Jazzproduzent
- Ulrich Gabler (1913–1994), deutscher Schiffbauingenieur
- Walther Gabler (1915–1993), österreichischer Porträt- und Landschaftsmaler
- Wolfgang Gabler (1954–2024), deutscher Publizist